# Restrepia lansbergii
Restrepia lansbergii é uma espécie de orquídea (Orchidaceae) originária dos Andes.